# Plongeon aux Jeux olympiques intercalaires de 1906
Navigation
Édition précédente Édition suivante
Résultats de l'unique épreuve de plongeon aux Jeux olympiques intercalaires de 1906 à Athènes en Grèce.
Appelé aussi les Jeux intercalaires, les Jeux de 1906 ne sont pas considérés comme officiellement des Jeux olympiques par le Comité international olympique (CIO).

## Classement
| Epreuve               | Or               | Argent             | Bronze             |
| --------------------- | ---------------- | ------------------ | ------------------ |
| 10 mètres plate-forme | GER Gottlob Walz | GER Georg Hoffmann | AUT Otto Satzinger |

## Tableau des médailles
| Rang | Nation | Or | Argent | Bronze | Total |
| ---- | ------ | -- | ------ | ------ | ----- |
| 1    | GER    | 1  | 1      | 0      | 2     |
| 2    | AUT    | 0  | 0      | 1      | 1     |